# 李无上道
金仙公主（689年—732年8月14日），名无上道，唐朝公主，是中国唐朝第五代皇帝唐睿宗李旦的第八女，母窦德妃。
初封西城县主，景云元年（710年），进封西城公主，景云二年（711年），改封金仙公主，与玉真公主皆出家为道士，金仙公主的道观在长安辅兴坊金仙观。
開元十八年（730年），唐玄宗應金仙公主的請求，賜與房山雲居寺新舊譯經4000餘卷與大片的田園山場，委派長安高僧知升，親自押運到雲居寺。
开元二十年（732年）五月初十日，金仙公主于洛阳道德坊开元观去世，终年四十四岁，开元二十四年（736年）七月初四日，陪葬桥陵。她的墓志为玉真公主所写。